# Église Saint-Firmin d'Heucourt-Croquoison
L'église Saint-Firmin d'Heucourt-Croquoison est une église située dans le hameau de Croquoison, sur le territoire de la commune d'Heucourt-Croquoison, dans le département de la Somme.

## Historique
L'église Saint-Firmin de Croquoison a été construite aux XVe et XVIe siècles. La façade occidentale a été modifiée au XIXe siècle. L'édifice est protégé au titre des monuments historiques : inscription par arrêté du 1er mars 1996.

## Caractéristiques
L'église est construite en pans de bois et en torchis. C'est l'un des rares édifices religieux picards en pan de bois subsistant en Picardie.

L'église à pans de bois dans son cimetière.
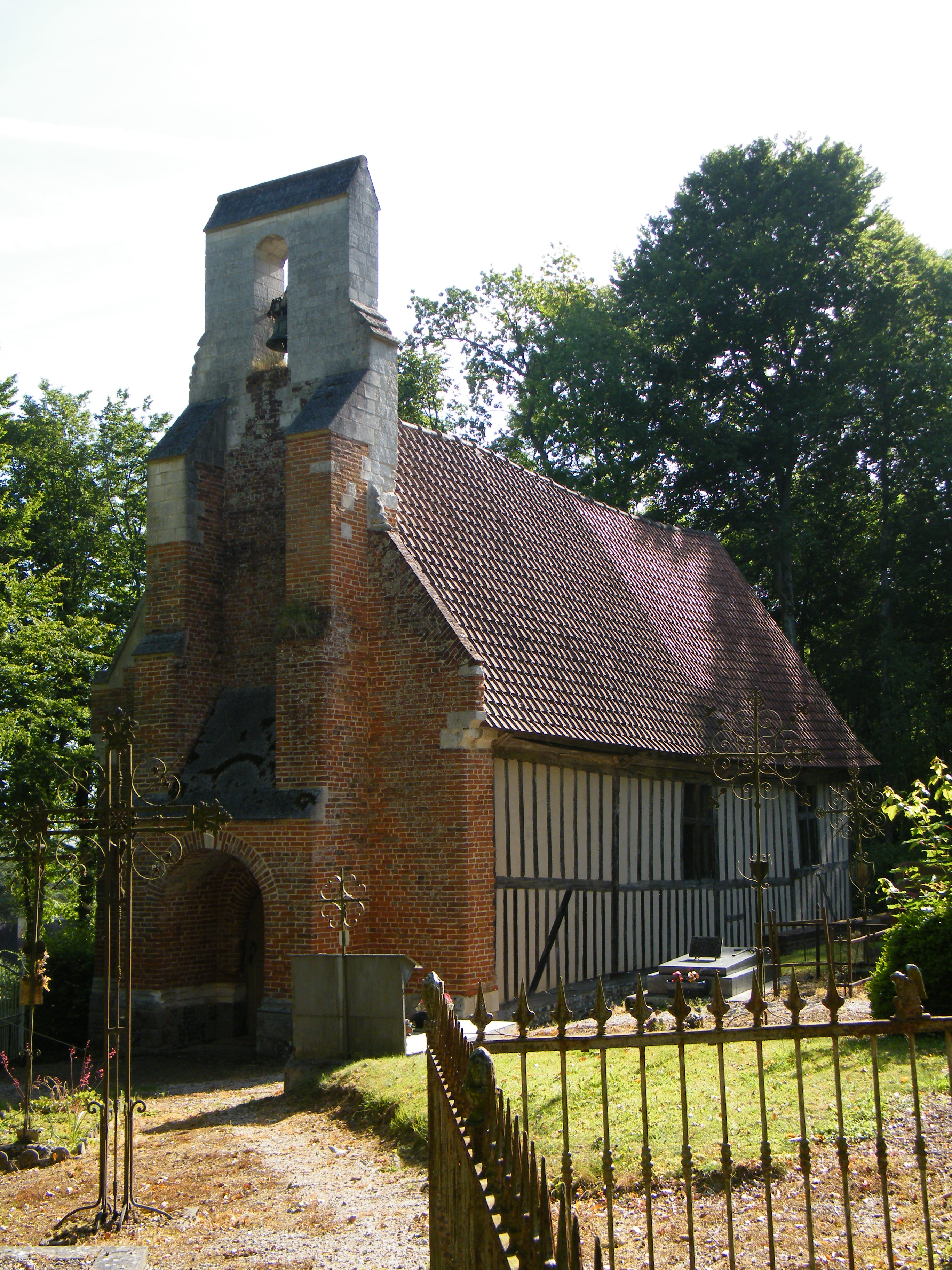
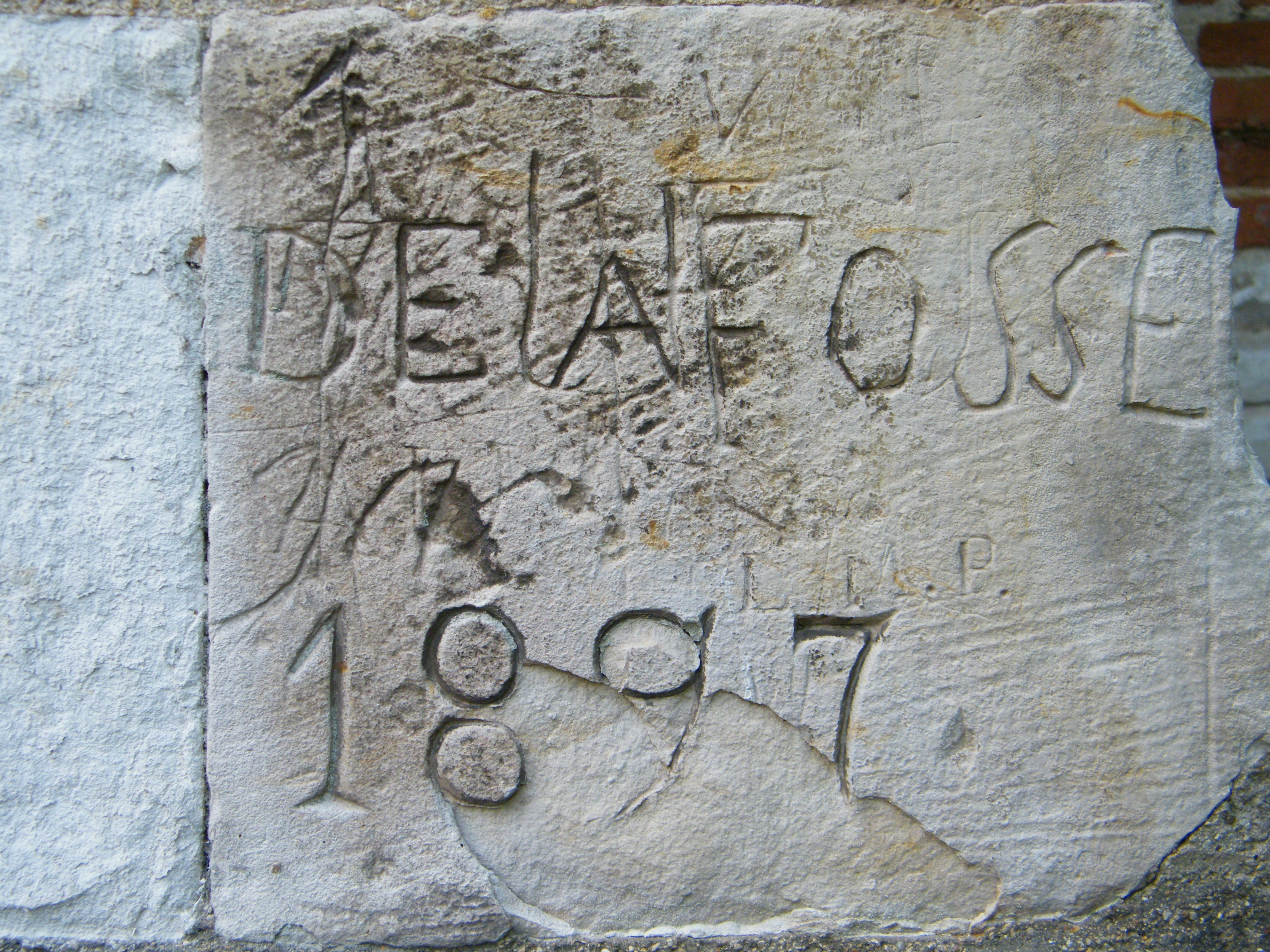
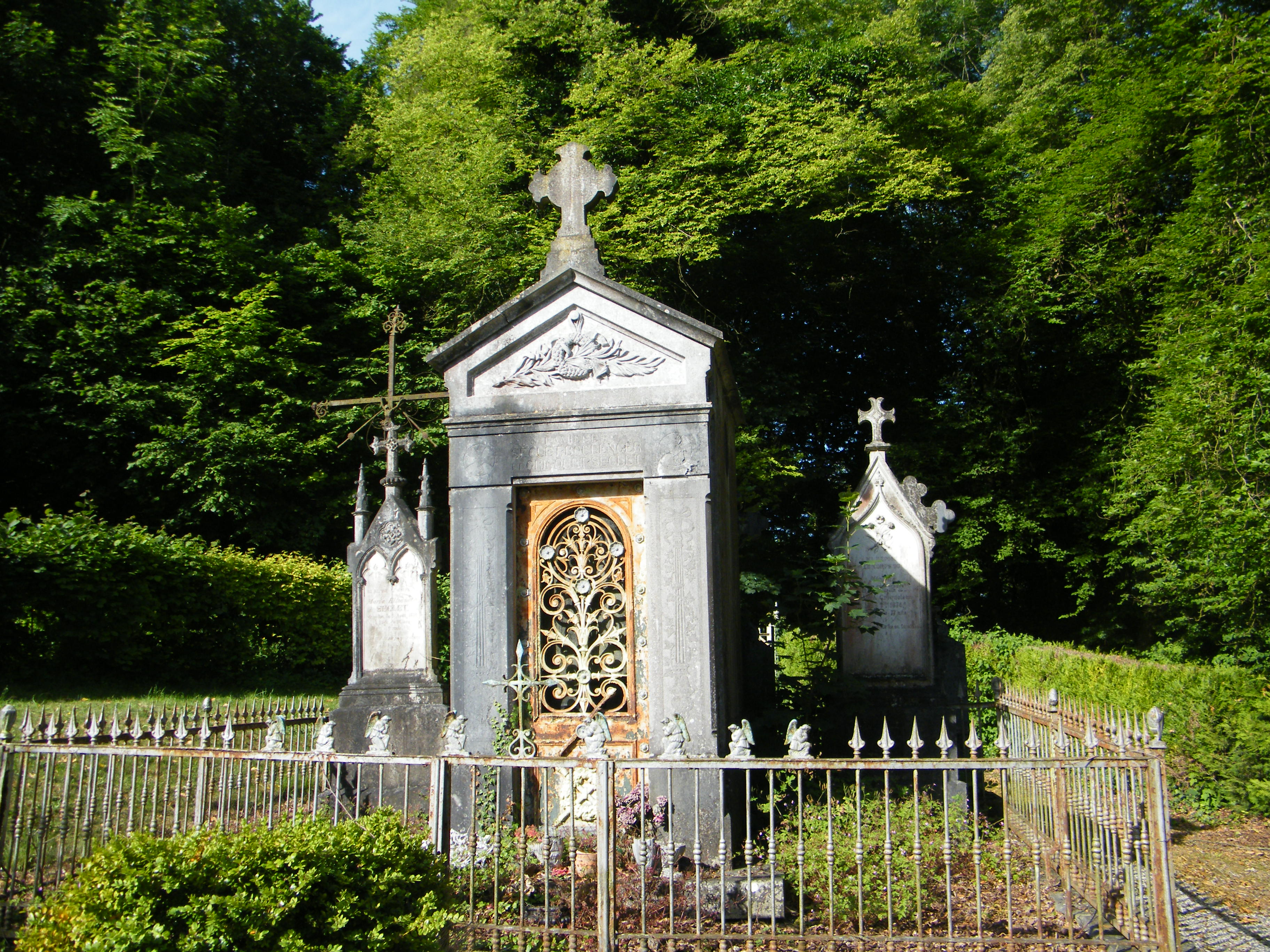
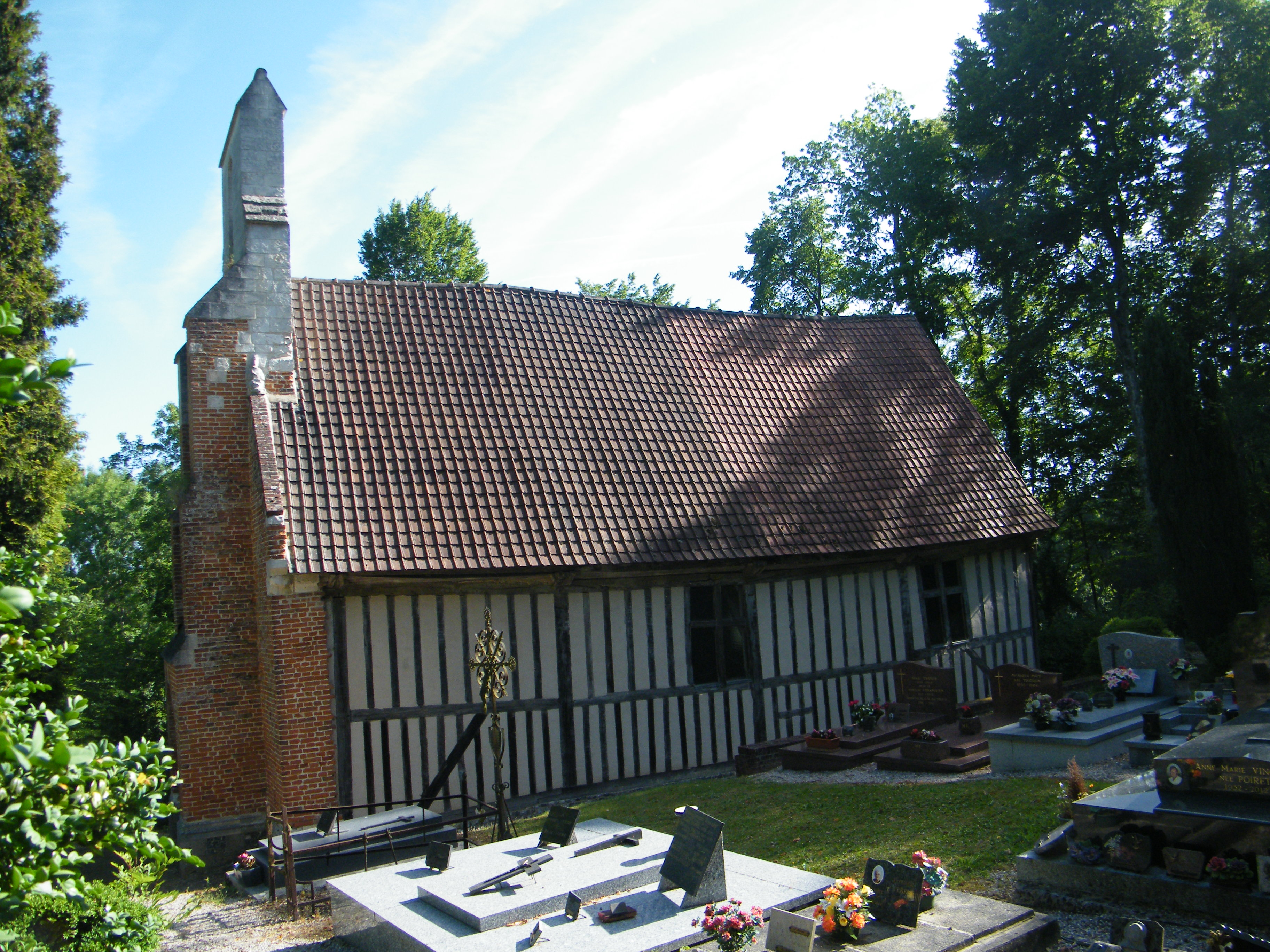

### Extérieur
Cinq blochets en bois sculptés, placés le long de la panne sablière représentent différents personnages : saint Nicolas et ses trois enfants, saint Roch placé entre un ange et son chien, saint Firmin tenant sa tête dans les mains, saint Jacques tenant un livre ouvert et saint Gilles avec sa biche. La façade est construite en brique surmontée d'un clocher-mur en pierre.

Blochets sculptés sur la panne sablière.
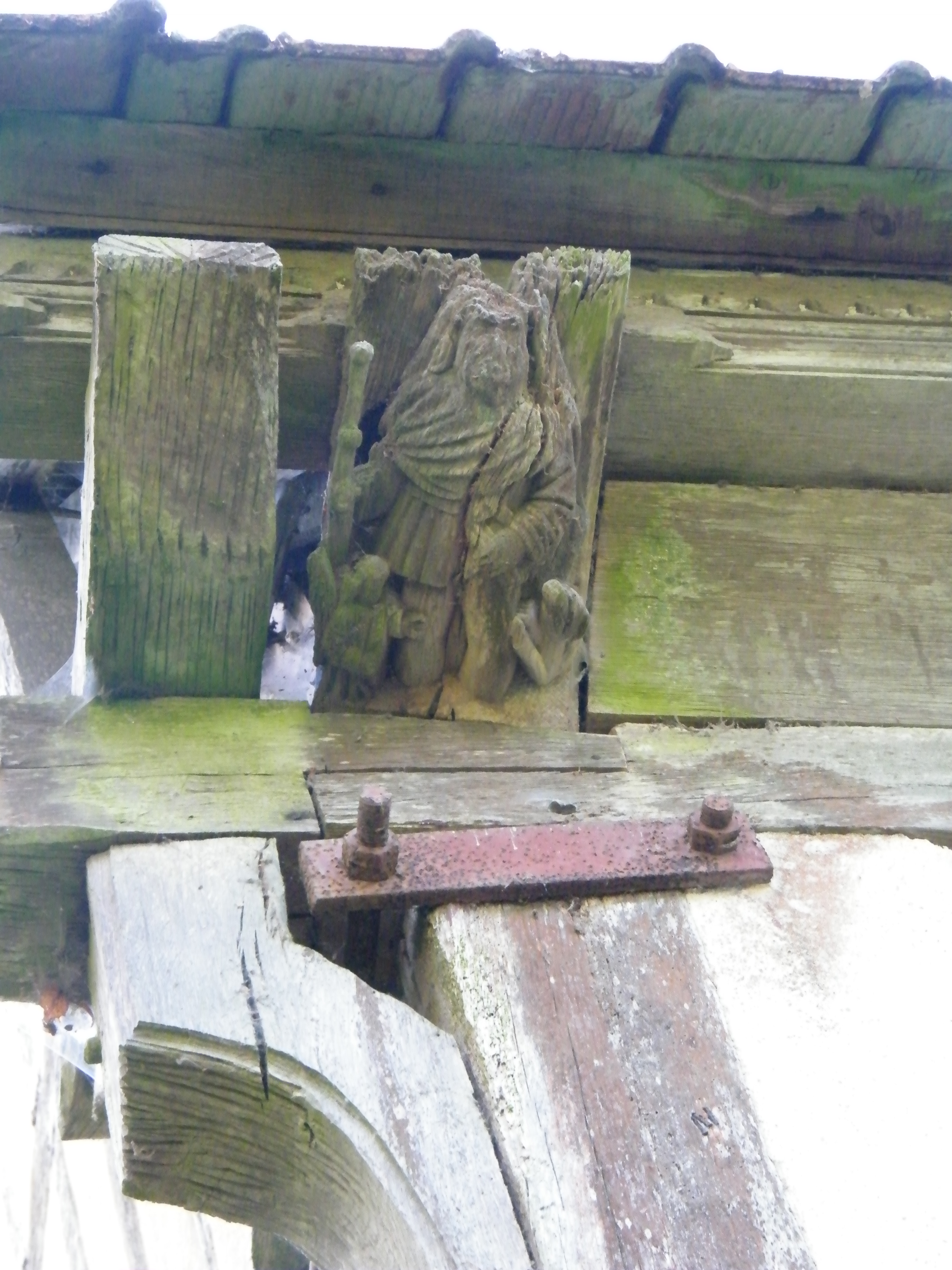
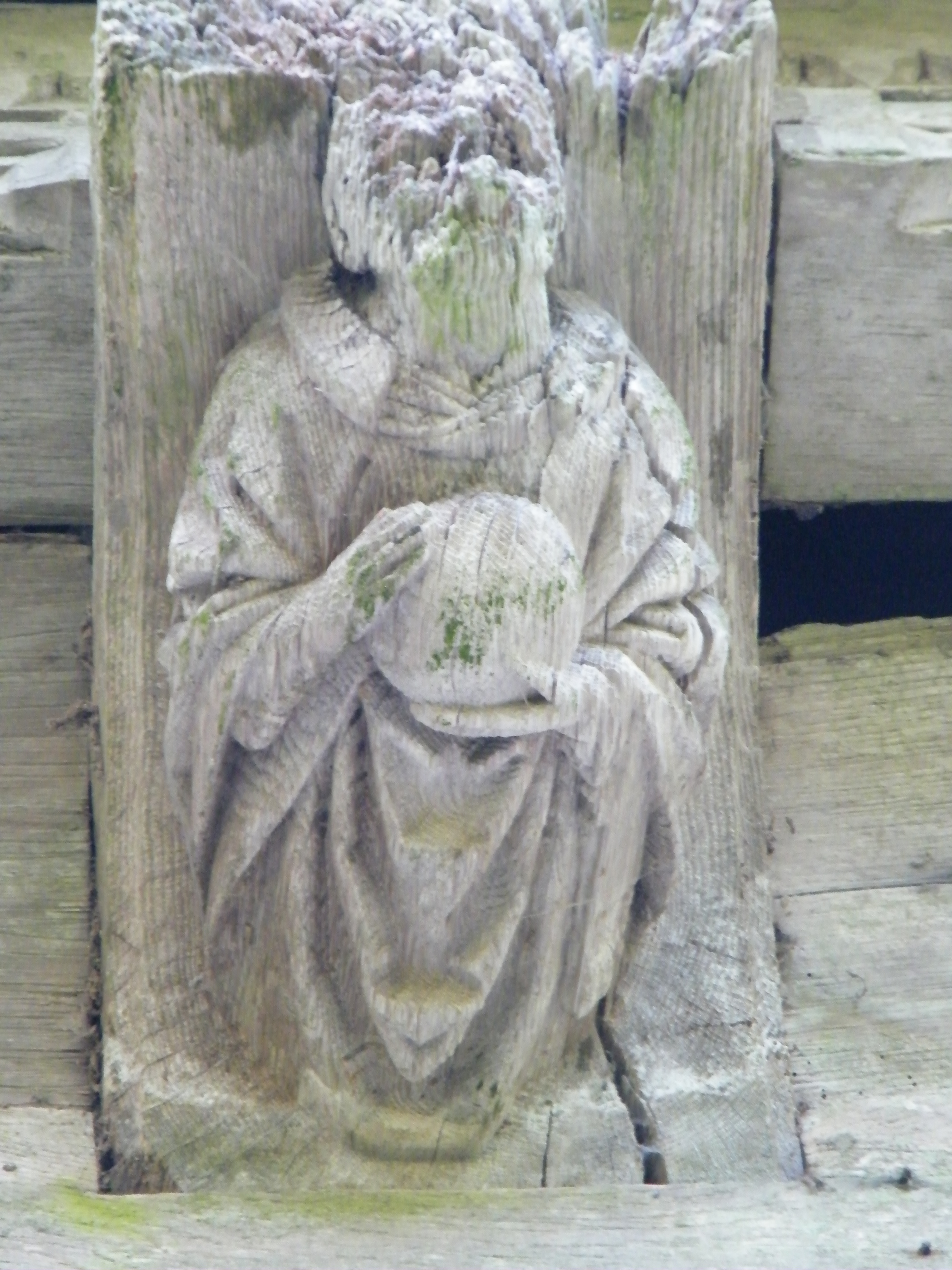
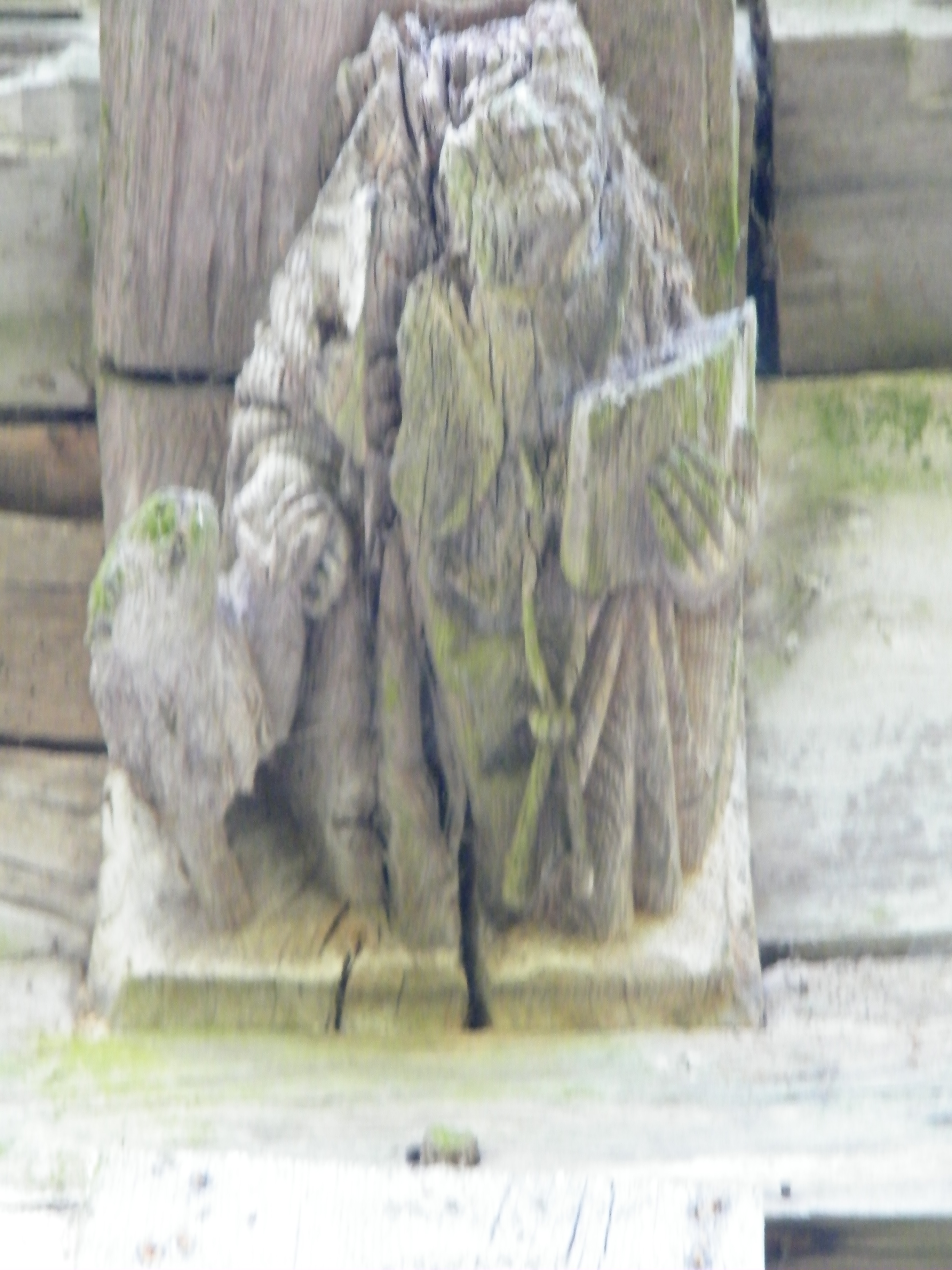
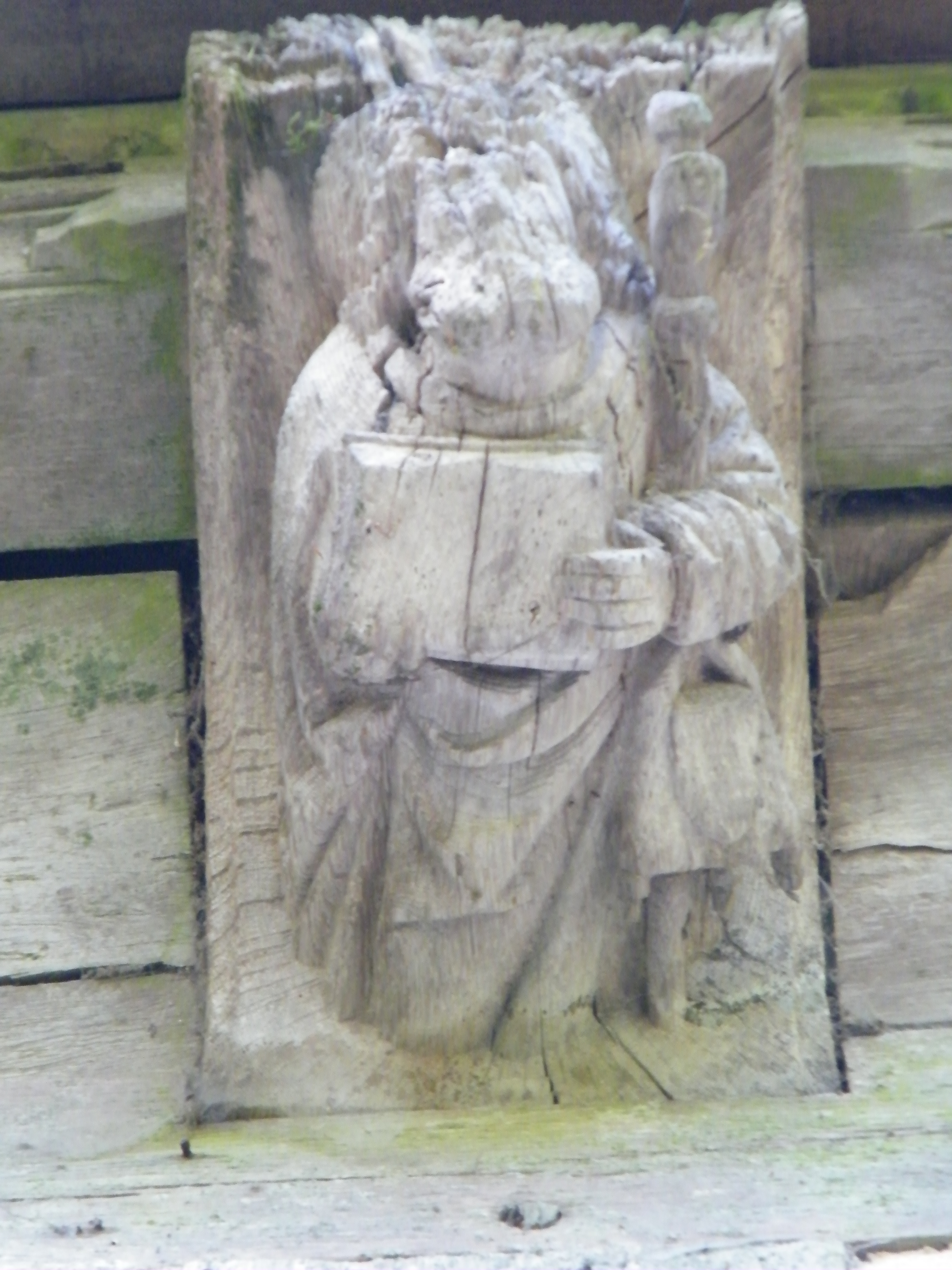
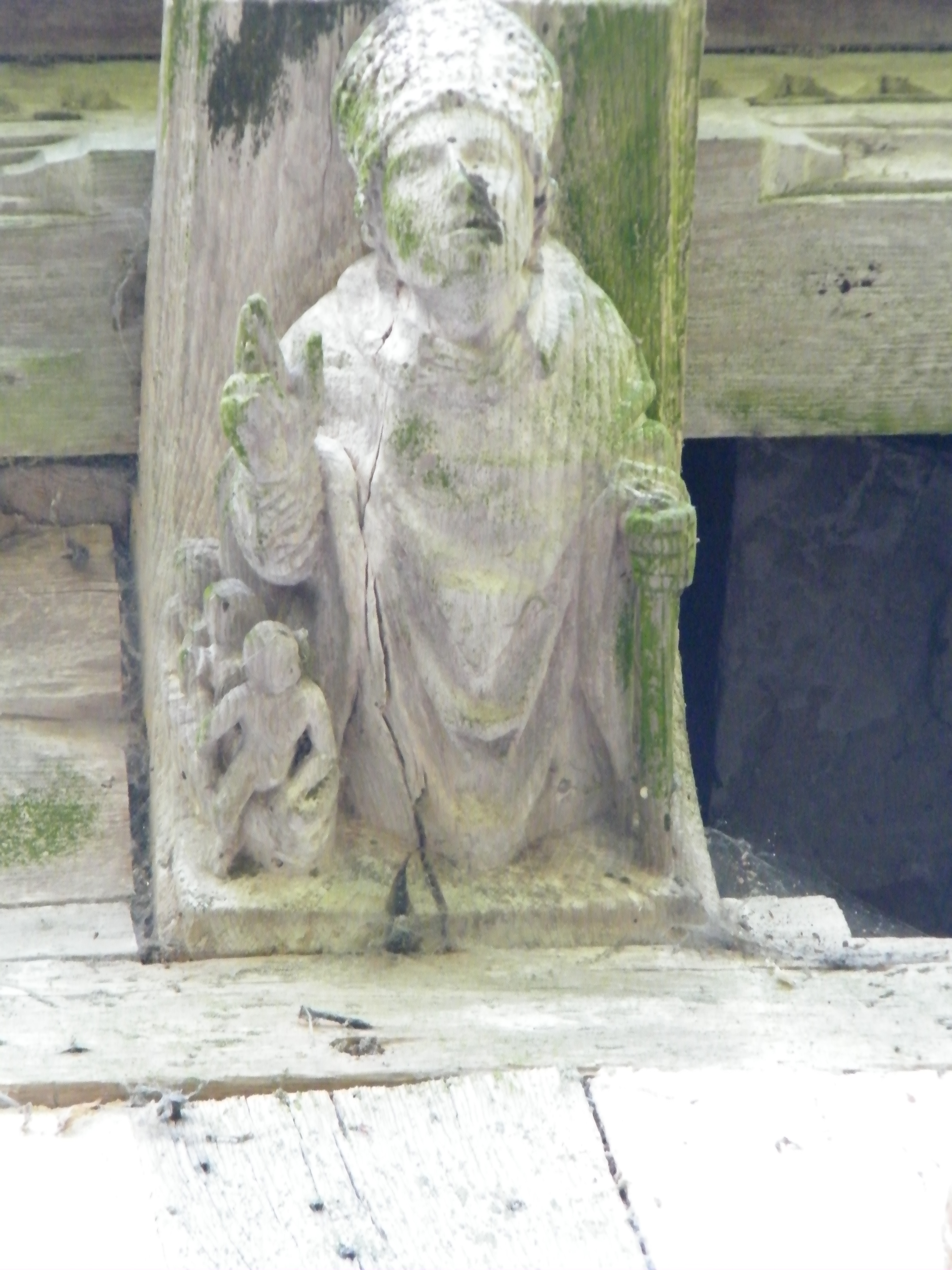

### Intérieur
L'église Saint-Firmin de Croquoison conserve deux écussons représentant les armes de la famille de Saint-Delys d’Heucourt (l’aigle enlevant une perdrix), des fonts baptismaux rectangulaires du XVe siècle, un bahut derrière le maître-autel datant de 1667 et trois toiles du XVIIe siècle.